# Минная гавань
Ми́нная га́вань (эст. Miinisadam), ранее также Вое́нная га́вань (эст. Sõjasadam) и Но́вая га́вань (эст. Uussadam) — морской военный порт в Таллине, Эстония. Расположен на берегу Таллинского залива, между портами Хундипеа и Ноблесснер. Владелец порта — Военно-морской флот Эстонии. Навигационный период — с 1 января по 31 декабря. Адрес порта: ул. Мийнисадама, 4.

## История порта

### В Российской империи

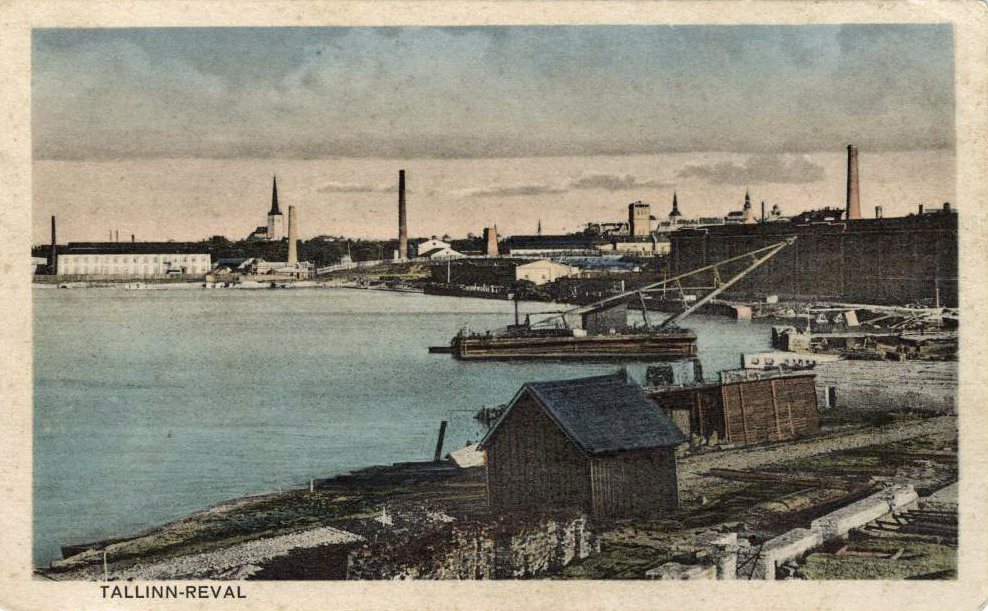
Минная гавань в Ревеле, 1910-е годы (почтовая открытка)

В 1909 году в Российской империи была принята программа развития Императорского флота. Законодательным актом российского правительства от 8 декабря 1911 года Ревель был объявлен главным городом-базой военно-морского флота. Здесь было решено построить три крупные верфи. Ими стали завод «Ноблесснер» (будущий Таллинский морской завод), судостроительный завод Беккера и Русско-Балтийский судостроительный завод (будущий Балтийский судоремонтный завод).
29 июня (12 июля) 1912 года в Ревеле прошла церемония закладки краеугольного камня в строительство на юго-западном побережье Таллинского рейда порта Петра Великого с участием императора Николая Второго. Сейчас это место известно как Екатериненский мол (мол Катарийны). Торжественные мероприятия продолжались в городе несколько дней. Строительные работы были начаты уже раньше.
Поскольку оригинальные проекты не сохранились, точные масштабы и первоначальное назначение портов неизвестны. Предположительно, современная Минная гавань была резервным бассейном для флота, основной бассейн планировался на месте нынешнего порта Лахесуу. Почва, полученная в результате дноуглубления дна гавани, была перевезена для заполнения мелководного моря между малым полуостровом Вяйке-Пальяссаар и первоначальным полуостровом Пальяссаар, в результате чего Вяйке-Пальяссаар стал частью всего полуострова. 
Согласно последующим проектам и работам, основу порта Императора Петра Великого должны были составить четыре гавани: на территории от западной части полуострова Хундипеа до безлюдного полуострова Тюкипеалсе — судоремонтная гавань (ныне порты Пальяссааре и Лахесуу); на северо-западной оконечности полуострова Хундипеа — гавань технического обслуживания военно-морской базы (нынешний порт Хундипеа); к востоку от полуострова Хундипеа — гавань минного флота и восточнее от неё — Лётная гавань. Здания Минной гавани, входившие в комплекс Морской крепости Императора Петра Великого, были возведены в период 1913—1918 годов: шесть комплексов строений высотой от одного до четырёх этажей и две котельные-электростанции. 
Вследствие Октябрьской революции 1917 года строительство порта Императора Петра Великого завершено не было.

### В Первой Эстонской республике

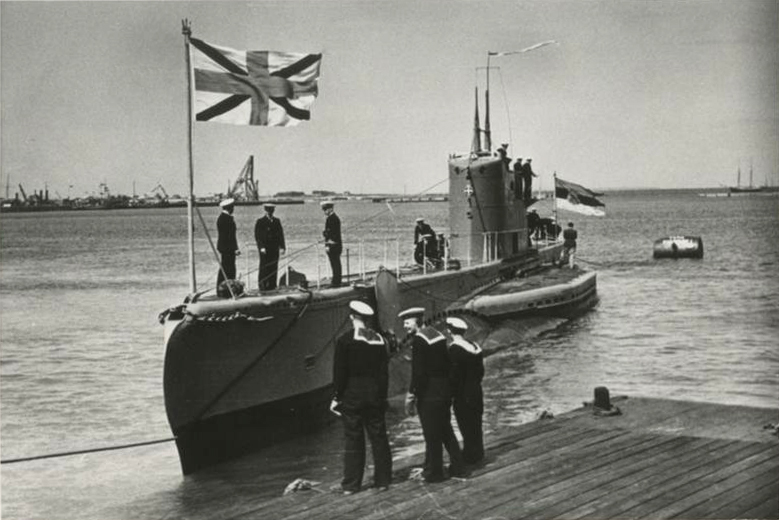
Подлодка «Калев» в Военной гавани, 1930-е годы

После окончания Эстонской освободительной войны гавань использовалась как торговый порт. В 1920-х годах на холме Хундпеа были построены два полуподземных хранилища топлива (одно — круглое, другое — квадратное), на улице Тёэстузе — три подземных хранилища топлива. Здесь складировались нефтепродукты, поставлявшиеся торговым представительством Всероссийского нефтяного синдиката: керосин, бензин, мазут, машинные масла.    
С 1925 до июня 1940 года порт использовался военно-морскими силами Эстонской республики. В 1925 году порт получил название Сыясадам (Военная гавань), и туда были перебазированы корабли эстонского военного флота, до этого стоявшие в грузовом порту. Северная и западная часть бассейна гавани использовалась как торговый порт, в южной части бассейна размещались военные корабли. Был перестроен причал Вяйке-Пальяссаар, а к юго-востоку от батарейных построек Суур-Пальяссааре, до этого использовавшихся в качестве минных складов, в 1925—1926 годах  были построены четыре новых больших минных склада. В них были доставлены все мины из Минной гавани, которые теперь находились  вдали от города и хранились согласно требованиям того времени.

### В Советской Эстонии

Фрагмент памятника советским морякам в Минной гавани, 1975 год (снесён в 1990-е годы)

После присоединения Эстонии к СССР порт вошёл в состав Таллинской советской военно-морской базы. Во время немецкой оккупации с 1941 по 1944 год порт использовался германской Кригсмарине.
На советских топографических картах (O-42 1:50 000 (1959—1973)) порт обозначается как Новая гавань и Минная гавань.
После окончания Второй мировой войны в Новой гавани разместилась бригада минных тральщиков ВМФ СССР, которая на протяжении многих лет занималась разминированием Финского залива. В порту также располагались сторожевые корабли и малые противолодочные корабли. В южной части гавани был построен специальный более широкий слип для выхода на берег мини-тральщиков на воздушной подушке.

### В Эстонской республике
После распада Советского Союза постановлением Правительства ЭР от 18 мая 1994 года № 333 Министерству обороны Эстонии были переданы все военные объекты, расположенные в Таллине. 31 августа 1994 года в 9 часов вечера Балтийский флот ВМФ РФ окончательно покинул Минную гавань. Официально название порта было утверждено 26 февраля 1998 года Дорожным департаментом Эстонии. Постройки Минной гавани с этого времени сохранились нетронутыми, поскольку всё ещё находились на «закрытой» территории.
В 1993 году эстонское Министерство окружающей среды оценило размер загрязнённой нефтепродуктами площади гавани в размере 3400 м², на которых находилось 6 тонн остатков нефтепродуктов. В ходе инвентаризации гавани в 1994 году на дне моря были найдены боеприпасы и 24 тонны бытовых отходов. В ходе инвентаризации 1999 года в акватории Минной гавани были обнаружены 12 затопленных кораблей с 15 тоннами топлива в цистернах. Прочие отходы включали 570 тонн металлических отходов и 800 тонн отходов строительных материалов.
Круглое топливное хранилище в Хундипеа было перестроено в гараж, остальные снесены. Был также снесён установленный в южной части гавани советский памятник, посвящённый личному составу кораблей-тральщиков, погибшему в годы Великой Отечественной войны. 
Строения Минной гавани на протяжении многих лет подвергались реконструкции. В 2005 году была построена электроподстанция. В 2007 году открылись реконструированные 5-й и 6-й причалы, что являлось одной из крупнейших инвестиций в развитие и совершенствование инфраструктуры ВМФ Эстонии. Длина обновлённой причальной линии составила 505 метров. В 2015 году исторический склад из красного кирпича был переоборудован в казарму. В 2016 году была открыта обновлённая аккумуляторно-торпедная мастерская, в которой расположилась современная столовая.  Нынешние портовые конструкции соответствуют требованиям, предъявляемым к портам НАТО. В Минной гавани расположился Дивизион боевого обеспечения (англ. Combat Service Support Squadron) — подразделение Сил обороны Эстонии, которое обеспечивает логистическую поддержку ВМФ ЭР и военно-морских сил союзников.
Неоднократно обсуждался вопрос о необходимости переноса военной гавани из центра Таллина. По мнению экспертов, расположение Минной гавани имеет множество недостатков: порт старый, и его расширение требует больших инвестиций; доступ к берегу моря через и без того перегруженную уличную сеть столицы затруднён и отнимает много времени; территория закрытого военного порта прерывает пляжную набережную, идущую от центра Таллина к порту Ноблесснер; военный порт в центре густонаселенного района станет мишенью для атак противника в случае военной ситуации. Обсуждался вопрос о его продаже, а в качестве возможного нового места для такого порта рассматривались, в частности, город Палдиски, залив Мууга и остров Сааремаа, однако в октябре 2022 года правительство Эстонии решило оставить Минную гавань в пользовании военно-морского флота на неопределённый период.

#### Памятники архитектуры
Строения Минной гавани являются типичными образцами оборонных сооружений своей эпохи — военных построек Российской империи 1910-х годов. Для них характерно использование кирпича и инновационного материала — бетона, и при этом — в традиционных решениях архитектурной формы. Для Эстонии стало редкостью, что в одном комплексе встречаются здания разных стилей и из разных материалов.
24 апреля 2014 года решением министра культуры Эстонии три (из пяти сохранившихся) исторических здания Минной гавани были признаны памятниками архитектуры и внесены в Государственный регистр памятников культуры Эстонии. Это немногие сохранившиеся в Эстонии военные портовые постройки, являющиеся исключительными с точки зрения архитектуры и техники. Склад-контора с разрушившейся внешней облицовкой был в 2009 году перестроен и из-за отсутствия аутентичности не включён в перечень охраняемого культурного наследия. Не причислена к памятникам культуры также небольшая котельная Минной гавани, которая согласно современным границам земельных участков находится на территории порта Ноблесснер.
Памятниками архитектуры являются следующие строения Минной гавани:
- склад[6];

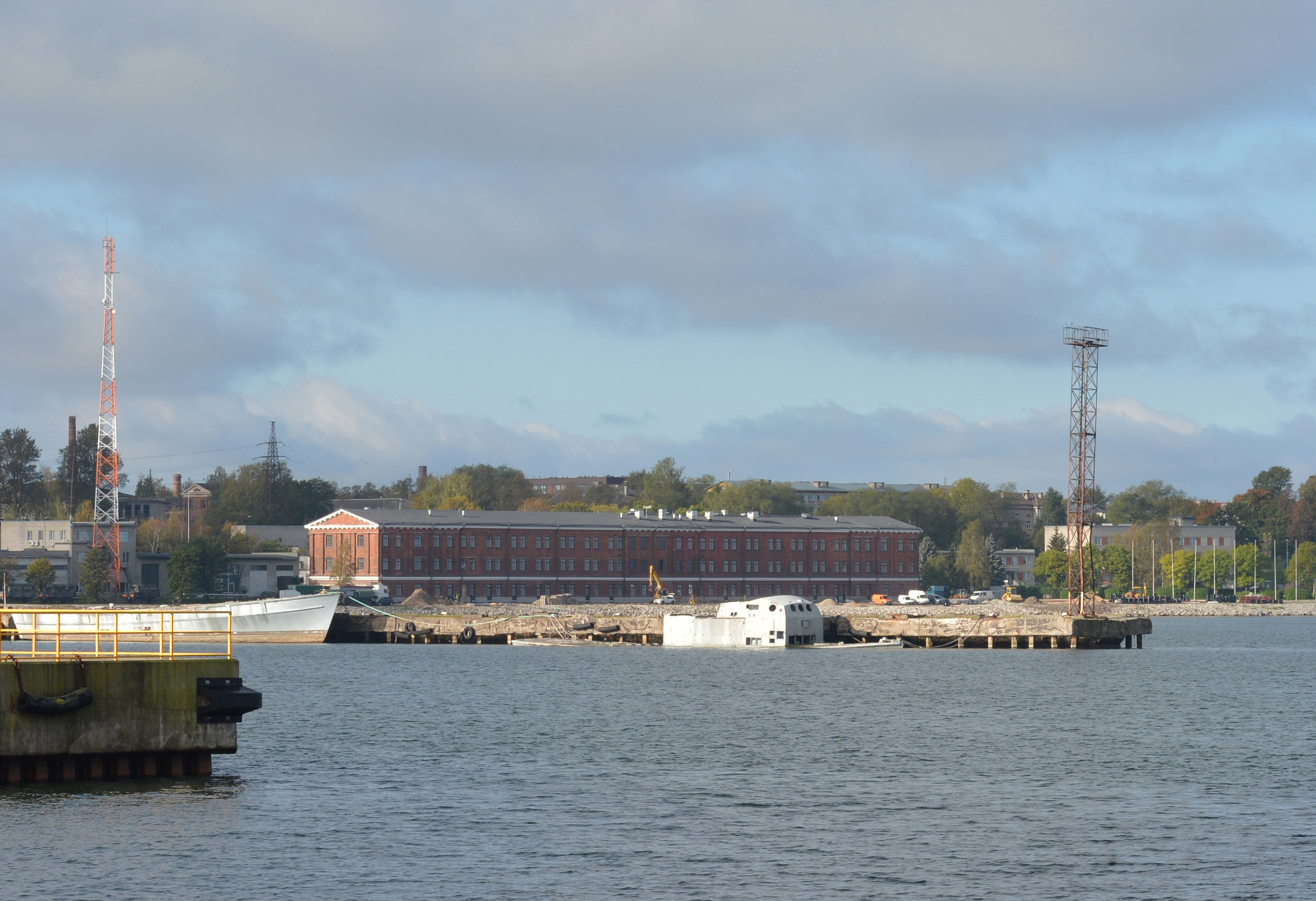
Бывший склад Минной гавани

- аккумуляторно-торпедная мастерская[16];
- котельная[17].

Склад  расположен рядом с акваторией и сохранился в первоначальном объёме, с оригинальным внешним видом и оригинальными основными конструкциями. Это здание высотой местами до четырёх этажей, с железобетонным каркасом и двускатной крышей. Фасад склада частично покрыт наружной облицовкой из керамического кирпича, основные элементы которой решены в стиле классицизма. Оконные проёмы расположены симметрично, оконные рамы выполнены из дерева. Фасады здания оформлены зубчатыми карнизами, выступающими ризалитами и пилястрами. При инспектировании 27 ноября 2014 года состояние здания признано хорошим.
Аккумуляторно-торпедная мастерская расположена за складом, параллельно ему и имеет необычные бетонные конструкции. В основном объёме здание одноэтажное, в среднем проёме — двухэтажное, с фермами и подвесными потолками из железобетона. Окна расположены симметрично. Оконные рамы изначально также были бетонными. Фасады здания расчленяет железобетонная ферма, выполненная в виде симметрично расположенных стилизованных пилястр, поверхность стен между которыми также выполнена из железобетона, но покрыта нанесённой на штукатурную поверхность имитацией кирпича. Здание перекрыто полуцилиндрической крышей с треугольными световыми окнами. При инспектировании 28 марта 2017 его состояние признано хорошим.
Котельная в основном объёме одноэтажная, в центральной части — двухэтажная, с железобетонным каркасом и с наружной облицовкой из керамического кирпича. Как и у склада, оконные проёмы расположены симметрично, и оконные рамы выполнены из дерева. Фасады оформлены согласно формальному языку классицизма: зубчатые карнизы, квадратные ризалиты и двойные пилястры. С южной стороны котельной находится оригинальный дымоход из лекального кирпича. Внутреннее оборудование не сохранилось. При инспектировании 8 сентября 2014 года состояние строения было признано аварийным.

## Описание порта
Территория порта составляет 1,4 га, площадь акватории — 9,8 га. В порту было построено шесть причалов, из них, согласно первоначальной нумерации, 3-й и 4-й причалы снесены, в использовании находятся 5-й (длиной около 240 м) и 6-й (длиной около 260 м) причалы. У мола установлен небольшой плавучий пирс. Здание большого минного склада перестроено в казарму с учебными аудиториями, складами с оборудованием и рабочими помещениями водолазов. В казарме проживают 340 призывников Гвардейского батальона. Стоимость реновации казармы и расположенного рядом с нею причала составила 6,3 млн евро.

## В литературе
В 1985 году на русском языке была издана посвящённая таллинской Минной гавани повесть советского морского офицера Юрия Александровича Баранова «Минная гавань» (Москва, «Воениздат»).